# Tracy Austin
Pour les articles homonymes, voir Austin.
Ne pas confondre avec Edith Austin et Joan Austin, également joueuses de tennis.
Tracy Ann Austin épouse Holt, née le 12 décembre 1962 à Rancho Palos Verdes en Californie, est une joueuse de tennis professionnelle américaine, numéro un mondiale pendant vingt-deux semaines en 1980.

## Carrière tennistique
Tracy Austin fait sensation en 1977 lorsqu'elle dispute le tournoi de Wimbledon à quatorze ans, avec sa robe et ses couettes. Elle atteint le troisième tour, perdu contre Chris Evert, numéro un mondiale. Si elle ne marque que deux jeux, elle remporte l'US Open deux ans plus tard en battant Martina Navrátilová (numéro un) en demi et précisément Chris Evert (numéro deux, qui rêvait d'un cinquième titre consécutif) en finale : elle reste à ce jour la plus jeune gagnante de l'épreuve.
Le 7 avril 1980, elle devient à 17 ans, trois mois et 26 jours la plus jeune numéro un de l'histoire du tennis. Monica Seles (en 1991) et Martina Hingis (en 1997) amélioreront successivement ce record. Sans pourtant s'imposer en Grand Chelem ni accéder en finale, 1980 est aussi la saison la plus prolifique de Tracy Austin, avec onze titres en simple.
En 1981, elle remporte à nouveau l'US Open, après avoir vaincu Martina Navrátilová au jeu décisif du troisième set. Elle gagne ensuite les Toyota Series Championships en fin d'année en éliminant encore Evert et Navrátilová.
Moins brillante en 1982, où elle est devancée au classement par une autre jeune terreur (Andrea Jaeger), des problèmes de dos handicapent sa saison 1983 (aucun titre, une seule finale) et la contraignent à arrêter la compétition dès février de l'année suivante.
Après cinq années d'absence, elle dispute quatorze matchs de double en 1988, en gagnant la moitié. Au printemps 1989, elle s'aligne en simple mais se brise une jambe dans un accident de voiture en août. Son ultime come-back en 1993-1994 est un échec. Elle officialise sa retraite sportive en juillet 1994.
Tracy Austin a gagné trente-cinq titres sur le circuit WTA (dont cinq en double) pendant sa carrière. Elle a aussi décroché le double mixte à Wimbledon en 1980 avec son frère John.
Elle est introduite au International Tennis Hall of Fame en 1992, à seulement 29 ans. En 2005, les journalistes américains de Tennis Magazine l'ont élue au 32e rang des « quarante plus grands champions de tennis de ces quarante dernières années (hommes et femmes confondus) », derrière Justine Henin (31e) et devant Hana Mandlíková (33e).
Elle commente aujourd'hui les matchs pour la télévision.